# Dryadella cristata
Dryadella cristata es una especie de orquídea de hábitos epifitas.

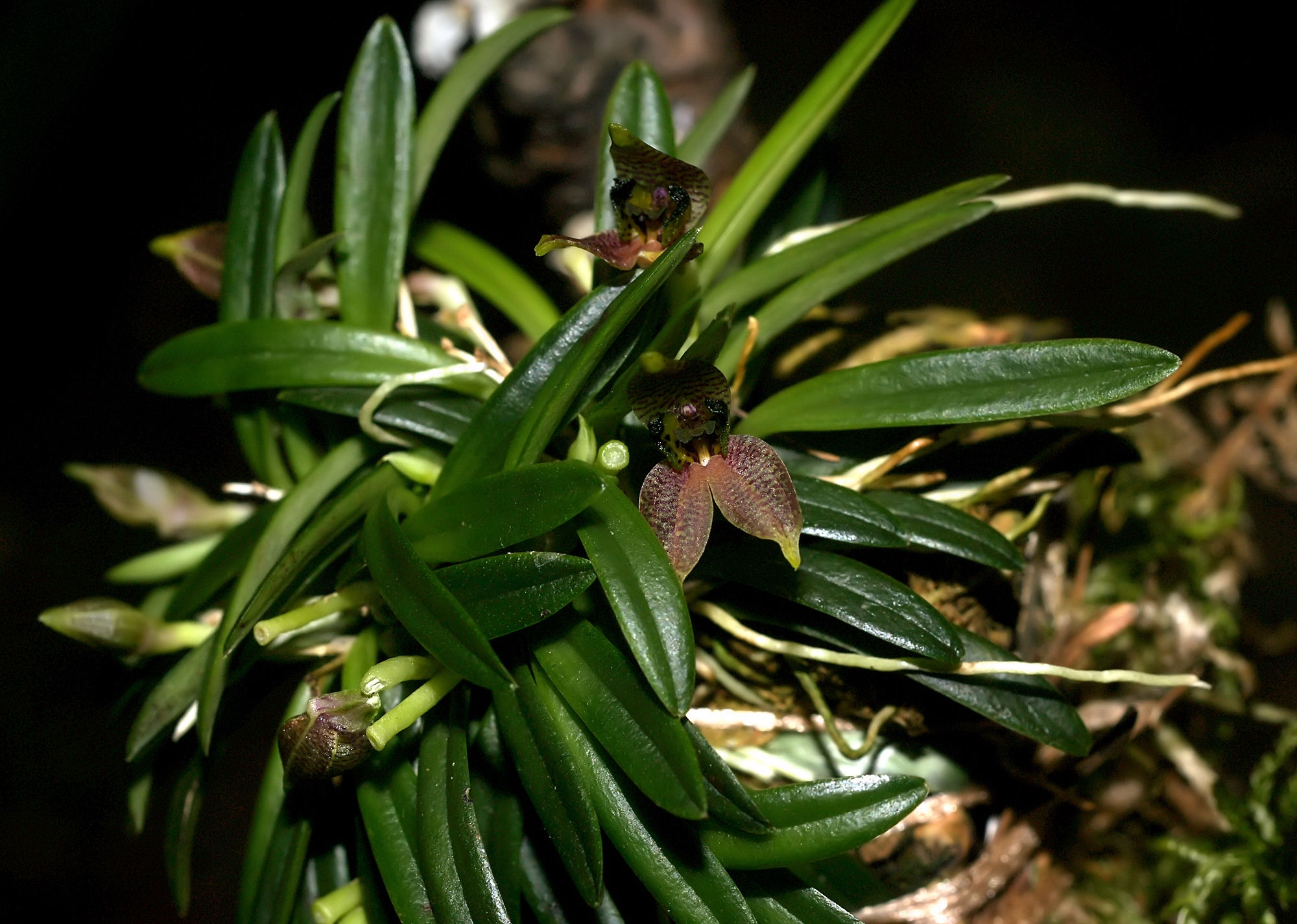
Hábitus

## Descripción
Es una orquídea de pequeño tamaño, de hábito creciente epífita  con ramicaules erectos envueltos basalmente por 2-3 vainas tubulares finas, sueltas y llevando una sola hoja, apical, erecta, densamente coriácea, estrechamente elíptica, subaguda, que se estrecha gradualmente en la base. Florece en una sucesiva floración de pocas flores, congestionadas, en una larga inflorescencia que surge en la parte baja en la ramicaule con una fina bráctea acuminada y delgado, con imbricadas brácteas florales.

## Distribución y hábitat
Se encuentra en el sur de Colombia sin localidad determinada.

## Taxonomía
Dryadella cristata fue descrito por Luer & R.Escobar y publicado en Orquideología; Revista de la Sociedad Colombiana de Orquideología 15: 126. 1982.
Etimología
Dryadella: nombre genérico que hace una referencia a las mitológicas dríadas, ninfas de los bosques.
cristata: epíteto latíno que significa "con cresta"